# Prvenstvo BLP 1929-1930
Il Prvenstvo Beogradskog loptičkog podsaveza 1929./30., in cirillico Првенство Београдског лоптичког подсавеза 1929./30., (it. "Campionato della sottofederazione calcistica di Belgrado 1929-30") fu la undicesima edizione del campionato organizzato dalla Beogradski loptački podsavez (BLP).
Il torneo fu vinto dal BSK Belgrado, al suo sesto titolo nella BLP.

Questa vittoria diede ai biancorossi l'accesso al Državno prvenstvo 1930 (il campionato nazionale jugoslavo) assieme ai vincitori delle altre sottofederazioni.
Il campionato era diviso era diviso fra le squadre di Belgrado città (divise in più classi, razred) e quelle della provincia (divise in varie parrocchie, župe). La vincitrice della 1. razred disputava la finale sottofederale contro la vincente del campionato provinciale.

## Prima classe

### Classifica
|                   | Pos. | Squadra            | Pt | G  | V  | N | P  | GF | GS | QR    |
| ----------------- | ---- | ------------------ | -- | -- | -- | - | -- | -- | -- | ----- |
|                   | 1.   | BSK Belgrado       | 24 | 12 | 12 | 0 | 0  | 57 | 10 | 5,700 |
|                   | 2.   | Jugoslavija        | 18 | 12 | 9  | 0 | 3  | 38 | 15 | 2,533 |
|                   | 3.   | Soko Belgrado      | 16 | 12 | 7  | 2 | 3  | 40 | 20 | 2,000 |
|                   | 4.   | Obilić             | 10 | 12 | 4  | 2 | 6  | 23 | 34 | 0,676 |
|                   | 5.   | Jedinstvo Belgrado | 8  | 12 | 3  | 2 | 8  | 18 | 34 | 0,529 |
|                   | 6.   | Grafičar Belgrado  | 4  | 12 | 2  | 0 | 10 | 15 | 46 | 0,326 |
|                   | 7.   | BUSK Belgrado      | 4  | 12 | 1  | 2 | 9  | 13 | 45 | 0,288 |
| Fonte: exyufudbal |      |                    |    |    |    |   |    |    |    |       |

Legenda:
      Campione della BLP ed ammessa al campionato nazionale.
  Partecipa agli spareggi per l'accesso al campionato nazionale.
      Retrocessa nella classe inferiore.
Note:
Due punti a vittoria, uno a pareggio, zero a sconfitta.

### Risultati
Andata:
06.10.1929. Jedinstvo – Obilić 4–3, Soko – BUSK 10–1
20.10.1929. Jedinstvo – BUSK 5–2, Jugoslavija – Obilić 4–1, Soko – Grafičar 8–2
27.10.1929. Jugoslavija – Jedinstvo 4–1, Obilić – Grafičar 5–3
03.11.1929. BSK – Grafičar 6–0, BUSK – Obilić 1–3, Soko – Jedinstvo 2–2
10.11.1929. BSK – BUSK 3–0, Jugoslavija – Grafičar 5–3, Soko – Obilić 4–1
17.11.1929. Jugoslavija – BSK 1–2
24.11.1929. BSK – Obilić 8–1, Jugoslavija – BUSK 2–1, Jedinstvo – Grafičar 3–1
01.12.1929. BSK – Jedinstvo 5–0, Jugoslavija – Soko 2–0, BUSK – Grafičar 3–1
27.10.1929. BSK – Soko 4–2
Ritorno:
02.03.1930. Obilić – BUSK 2–2, Jugoslavija – Jedinstvo 5–1
09.03.1930. Jedinstvo – Obilić 0–3, Jugoslavija – BUSK 7–0, Soko – Grafičar 2–0
23.03.1930. BSK – Grafičar 8–1, Jugoslavija – Obilić 3–0, Soko – Jedinstvo 3–1 (annullata)
30.03.1930. Jedinstvo – BUSK 0–0, Jugoslavija – Grafičar 4–0, BSK – Soko 4–2
27.04.1930. BSK – Jedinstvo 4–1, BUSK – Grafičar 0–1, Soko – Obilić 1–1
11.05.1930. BSK – Jugoslavija 4–0
18.05.1930. BSK – BUSK 6–1, Obilić – Grafičar 2–1, Jugoslavija – Soko 1–2
25.05.1930. BSK – Obilić 3–1, Jedinstvo – Grafičar 3–0 (a tavolino, sul campo 1–2, ma il Grafičar ha schierato un giocatore in posizione irregolare), Soko – BUSK 5–2
16.11.1930. Soko – Jedinstvo 3–0 (nuova)

## Classi inferiori
Nella stagione 1929-30, la città di Belgrado contava 53 squadre divise in quattro classi:
- 7 squadre in 1. razred
- 17 squadre in 2. razred (8 nel gruppo Sava e 9 nel gruppo Drava)
- 18 squadre in 3. razred (9 nel gruppo Drina e 9 nel gruppo Morava)
- 11 squadre in 4. razred (classe di nuova formazione).[3]

### 2. razred

#### Gruppo Sava
```
   Squadra                         G   V   N   P   GF  GS  Q.Reti  Pti
1  
Šparta Zemun
                    14  12  2   0   44  14  3,143   26 (promosso in 
1. razred
)
2  Ruski SK                        14  6   4   4   35  24  1,458   16
3  
Slavija
                         14  7   2   5   38  29  1,310   16
4  
Čukarički
                       14  8   0   6   29  27  1,074   16
5  Hajduk                          14  7   0   7   30  36  0,833   14
6  
Radnički
                        14  6   1   7   33  32  1,031   13
7  
Palilulac
                       14  3   2   9   20  35  0,571   8
8  Olimpija                        14  1   1   12  15  47  0,319   3
   Karađorđe                       ritirato dopo 3 giornate
```

## Provincia
```
Il 13 aprile 1930 i club della 
Novosadska župa
 fondano la 
Novosadski loptački podsavez
, mentre l'11 maggio 1930 quelli della 
Banatska župa
 fondano la 
Velikobečkerečki loptački podsavez
, rendendosi indipendenti dalla BLP.
[
4
]
[
5
]

La 
Beogradska župa
 viene sciolta: le squadre di 
Zemun
 passano nelle classi cittadine di Belgrado, mentre quelle di 
Pančevo
 si aggregano alla Velikobečkerečki podsavez.
```

### Šumadijska župa
```
   Squadra                         G   V   N   P   GF  GS  Q.Reti  Pti
1  
Šumadija Kragujevac
             8   6   2   0   21  3   7,000   14
2  Slavija Kragujevac              8   6   1   1   25  7   3,571   13
3  
Radnički Kragujevac
             8   3   0   5   9   16  0,563   6
4  Jadran Kragujevac               8   2   1   5   9   15  0,600   5
5  Srbija Kragujevac               8   1   0   7   9   22  0,409   2
```

### Moravska župa
```
   Squadra                         G   V   N   P   GF  GS  Q.Reti  Pti
1  Pobeda Niš                      14  11  2   1   29  7   4,143   24
2  
Građanski Niš
                   14  8   3   3   38  18  2,111   19
3  
Sinđelić Niš
                    14  8   2   4   33  16  2,063   18
4  
Železničar Niš
                  14  7   2   5   31  22  1,409   16
5  Jugoslavija Niš                 14  6   3   5   22  16  1,375   15
6  Grafičar Niš                    14  6   2   6   28  25  1,120   14
7  Čegar Niš                       14  0   3   11  9   48  0,188   3
8  Trgovački Pomoćnik Niš          14  1   1   12  7   45  0,156   3
```

### Braničevska župa
```
   Squadra                         G   V   N   P   GF  GS  Q.Reti  Pti
1  Viktorija Požarevac             10  10  0   0   57  4   14,250  20									
2  Slavija Požarevac               10  5   1   4   24  24  1,000   11									
3  
Mladi radnik Požarevac
          10  3   3   4   14  23  0,609   9									
4  Osveta Požarevac                10  4   1   5   15  27  0,556   9									
5  Ɖurađ Smederevac Smederevo      10  3   1   6   15  23  0,652   7									
6  Metalac Smederevo               10  2   0   8   7   31  0,226   4
```

### Zapadnomoravska župa
```
   Squadra                         G   V   N   P   GF  GS  Q.Reti  Pti
1  Car Lazar Kruševac              8   6   1   1   18  6   3,000   13
2  Ibar Kraljevo                   8   3   3   2   22  8   2,750   9
3  
Takovo Gornji Milanovac
         8   3   2   3   12  17  0,706   8
4  Era Užice                       8   3   1   4   12  21  0,571   7
5  Jedinstvo Čačak                 8   0   3   5   9   21  0,429   3
```